# Верулашвілі Катерина Варламівна
Катерина Варламівна Верулашвілі (груз. ეკატერინე ვერულაშვილი; 1917—1973) — радянська актриса театру і кіно, Заслужена артистка Грузинської РСР (1966).

## Біографія
Катерина Верулашвілі у 1940 році закінчила театральний інститут у Тбілісі і була прийнята в трупу Кутаїського драматичного театру. Пропрацювавши там до 1942 року, Катерина пішла добровольцем на фронт, під час німецько-радянської війни служила у РСЧА, зенітних частинах.
В 1943 році повернулася до мирного життя і грала на сцені театрів у містах Хашурі (Робітничий драматичний театр Хашурі), Горі (Горійський драматичний театр імені Г. Еріставі), Телаві (Драматичний театр Телаві). У 1956 році Катерина Варламівна стала актрисою театру імені Коте Марджанішвілі у Тбілісі (Грузинська РСР).

## Визнання та нагороди
- 1966 — Заслужена артистка Грузинської РСР

## Творчість

### Фільмографія
- 1963 — Хто осідлає коня?
- 1963 — Я, бабуся, Іліко та Іларіон — селянка
- 1964 — Весілля
- 1965 — Інші нині часи
- 1966 — Я бачу сонце — господиня кози
- 1966 — Зустріч з минулим — Акваріне
- 1966 — Чарівна лампа Аладдіна — мати Аладдіна
- 1969 — Не журися! — Тамар
- 1969 — Час щасливих знахідок
- 1969 — Бабусі та онуки
- 1970 — Зірка мого міста
- 1971 — Хатабала — Плакальниця
- 1972 — Зовсім пропащий — міс Уотсон